# آقای خوش‌بین
«آقای خوش‌بین» (انگلیسی: Mr. Brightside) نخستین تک‌آهنگ گروه راک آمریکایی د کیلرز است. این ترانه در نخستین آلبوم استودیویی آن‌ها به نام Hot Fuss (منتشر شده در سال ۲۰۰۴) قرار دارد. آهنگ توسط اعضای گروه، برندن فلاورز و دیو کوینینگ، نوشته شده و یکی از نخستین ترانه‌هایی بود که گروه د کیلرز ساخت. دو ویدیو برای این آهنگ ساخته شد: نخستین ویدیو به‌صورت سیاه‌وسفید فیلم‌برداری شده و گروه را در حال اجرا در اتاقی خالی نشان می‌دهد؛ ویدیوی دوم، الهام‌گرفته از فیلم مولن روژ! محصول ۲۰۰۱ است.
نخستین انتشار این ترانه در تاریخ ۲۹ سپتامبر ۲۰۰۳ بود. این آهنگ پس از انتشار مجدد در سال ۲۰۰۴ محبوبیت بیشتری یافت و توانست در جدول‌های موسیقی ایالات متحده و بریتانیا، رتبهٔ ۱۰ را کسب کند. این اثر، پرفروش‌ترین ترانهٔ گروه د کیلرز در آمریکاست، جایی که بیش از ۳٫۵ میلیون نسخه از آن به فروش رسیده است. در بریتانیا، این آهنگ سومین ترانهٔ پرفروش و پربازدید تاریخ (از نظر فروش فیزیکی و استریم) محسوب می‌شود و بیش از ۴۰۸ هفته (نزدیک به ۸ سال) در جدول ۱۰۰ آهنگ برتر رسمی بریتانیا حضور داشته است. همچنین، این اثر پرمخاطب‌ترین آهنگ منتشرشده پیش از سال ۲۰۱۰ در فضای استریم به‌شمار می‌رود.
این ترانه یکی از ۱۵ آهنگ راک پربازدید تاریخ در بریتانیاست و موفق‌ترین تک‌آهنگی است که هرگز به رتبه اول جدول بریتانیا نرسید. همچنین، «آقای خوش‌بین» یکی از تنها دو ترانه‌ای است که موفق به دریافت گواهی ۱۰× پلاتینیوم از مؤسسه صنعت ضبط صدای بریتانیا برای فروش ۶ میلیون نسخه شده است؛ آهنگ دیگر، «شکل تو» از اد شیرن است. ایستگاه‌های رادیویی بریتانیا مانند Absolute Radio و XFM این آهنگ را به‌عنوان «ترانهٔ دهه» معرفی کرده‌اند. همچنین، در آوریل ۲۰۱۰، وب‌سایت لست. اف‌ام اعلام کرد که «آقای خوش‌بین» پرشنونده‌ترین قطعه از زمان راه‌اندازی این سرویس آنلاین بوده و بیش از ۷٫۶۶ میلیون بار پخش شده است. این آهنگ همچنین پرمخاطب‌ترین آهنگ دههٔ ۲۰۰۰ در سرویس اسپاتیفای است. در اکتبر ۲۰۱۰، مجله Total Guitar، ریف گیتار این ترانه را در رده نهم بهترین ریف‌های قرن ۲۱ تا آن زمان قرار داد. همچنین در سال ۲۰۱۰، مجله رولینگ استون «آقای خوش‌بین» را در رتبه ۴۸ بهترین آهنگ‌های قرن بیست‌ویکم جای داد و در سال ۲۰۲۱ نیز، همین مجله آن را در فهرست ۵۰۰ ترانه برتر تمام دوران در رتبه ۳۷۸ قرار داد.